# 충재화실
《충재화실》은 대한민국의 네이버TV, 유튜브에서 방송하는 웹예능이다.

## 에피소드 목록
- 1화, 2018년 5월 25일 : 충재쌤과 수강료 (홍윤화, 김민기 동반 출연)
- 2화, 2018년 6월 1일 : 충재쌤과 극한직업 (이윤진, 정신혜 동반 출연)
- 3화, 2018년 6월 8일 : 충재쌤이 달라졌어요! 노래, 춤, 성대모사 다 해드려요
- 4화, 2018년 6월 15일 : 충재쌤의 하루
- 5화, 2018년 6월 22일 : 충재쌤을 당황케 한 미모의 수강생 등장
- 6화, 2018년 6월 29일 : 충재쌤을 그려보아요
- 7화, 2018년 7월 6일 : 충재쌤의 응답하라 2004
- 8화, 2018년 7월 14일 : 충재화실에 왔어요 (오영주, 김장미 동반 출연)
- 9화, 2018년 8월 25일 : 미술영재 vs 충재쌤.. 자존심을 건 그림대결
- 10화, 2018년 8월 31일 : 충재쌤 행사장 무대 난입?!?! 충재쌤이 왜 거기서 나와?
- 11화, 2018년 9월 7일 : 꽃보다 충재! 롱롱타임플라워
- 12화, 2018년 9월 17일 : 오늘.. 저랑 미술관 데이트 할래요?
- 13화, 2018년 9월 21일 : 요리보고 저리봐도 온니충재♥
- 14화, 2018년 9월 28일 : 완얼남 충재가 연애 못하는 이유?
- 15화, 2018년 10월 6일 : 허당끼 대폭발! 충재샘이 귀여운 이유ㅋ
- 16화, 2018년 10월 13일 : 용접하는 남자가 그렇게 섹시하다면서?
- 17화, 2019년 2월 15일 : 충재화실 대만에서 재오픈?!
- 18화, 2019년 2월 22일 : 지금까지 이렇게 신난 충재쌤은 없었다!
- 19화, 2019년 3월 2일 : 봄맞이🌷 사랑이 꽃피는(?) 가죽 공방
- 20화, 2019년 3월 8일 : 이런 거 완전 좋아하는 충재쌤의 왁스카빙
- 21화, 2019년 3월 16일 : 성질 급한 충재쌤의 '이너 피스'를 부르는 슬립 캐스팅
- 22화, 2019년 3월 22일 : 충재쌤의 어머니 돕는 어설픈 아들 모먼트
- 23화, 2019년 3월 29일 : 봄을 담은 충재쌤의 스테인드글라스 거울
- 24화, 2019년 4월 5일 : 충재쌤 서예 실력 실시간으로 자라는 중?